# 페미니즘당
페미니즘당은 대한민국의 여성주의 정당이다.

## 개요
결성 당시에는 페미당 창당준비위원회였으나, 제21대 국회의원 선거 이후에 페미니즘당으로 명칭이 변경되었다.
창당준비위원회의 등록기한까지 당원을 298명 밖에 모으지 못해, 현행법상 당원수 부족으로 정당 등록이 안 된 법외정당이다.

## 같이 보기
- 여성주의